# Torquéole de Roll
Arborophila rolli
Pour les articles homonymes, voir Rolli.
Espèce
Statut de conservation UICN

 LC  : Préoccupation mineure
La Torquéole de Roll (Arborophila rolli) est une espèce d'oiseaux de la famille des Phasianidae. Elle est parfois encore considérée comme une sous-espèce de la Torquéole de Horsfield (A. orientalis), ou de la Torquéole de Sumatra (A. sumatrana) lorsque celle-ci n'est pas considérée comme sous-espèce de la précédente.

## Distribution
Cet oiseau vit au nord-ouest de Sumatra.

## Habitat
La Torquéole de Roll vit dans les épais sous-bois de la jungle entre 500 et 2 200 m dans les basses montagnes au nord de Sumatra (Hennache & Ottaviani 2011).

## Statut, conservation
Cette espèce semble commune dans les forêts de diptérocarpes et dans les étages inférieurs. Son habitat n’est que faiblement menacé par le bûcheronnage et la déforestation. Elle se rencontre dans le parc national de Gunung Leuser inscrit à la liste du patrimoine mondial de l’Unesco comme « forêt ombrophile de Sumatra » (Hennache & Ottaviani 2011).